# پارک ملی کسکیدز شمالی
پارک ملی کسکیدز شمالی (به انگلیسی: North Cascades National Park) نام پارکی طبیعی در ایالت واشینگتن در ایالات متحده آمریکا است.
کسکیدز شمالی نام یک رشته کوه است.
این پارک ملی ۲۷۷۲ کیلومتر مربع مساحت دارد.